# 达米尔·克尔斯蒂切维奇
达米尔·克尔斯蒂切维奇（1969年7月1日—），克罗地亚少将、克罗地亚共和国武装部队副参谋长，曾参加克罗地亚独立战争。2000年因为“十二位将军的信”被时任总统斯捷潘·梅西奇免除一切职务退休。2016年出任克罗地亚共和国副总理兼国防部部长。